# Osleidys Menéndezová
Osleidys Menéndezová (* 14. listopadu 1979 Martí, Kuba) je kubánská sportovkyně-atletka závodící v hodu oštěpem. Jedná se o olympijskou vítězku z roku 2004 z Letních olympijských her 2004 v Aténách, dvojnásobnou mistryni světa z roku 2001 a 2005 a bývalou světovou rekordmanku této disciplíny. Bývala také označována přídomkem ženský "Jan Železný". Její bývalý světový rekord 71,70 metru z roku 2005 jí dne 13. září 2008 vzala česká oštěpařka Barbora Špotáková výkonem 72,28 metru.
Na Letních olympijských hrách 2008 v Pekingu skončila Menéndezová na 6. místě výkonem 63,35 metru.

## Sportovní výsledky
- Mistrovství světa v atletice 2005 – 1. místo (světový rekord 71,70 m)
- Letní olympijské hry 2004 v Aténách – 1. místo (olympijský rekord 71,53 m)
- Světové atletické finále 2004 – 1. místo (66,20 m)
- Mistrovství světa v atletice 2001 – 1. místo (69,53 m)
- Letní olympijské hry 2000 v Sydney – 3. místo (66,18 m)
- Mistrovství světa v atletice 1999 – 4. místo (64,61 m)